# کارن (عبارت تحقیرآمیز)

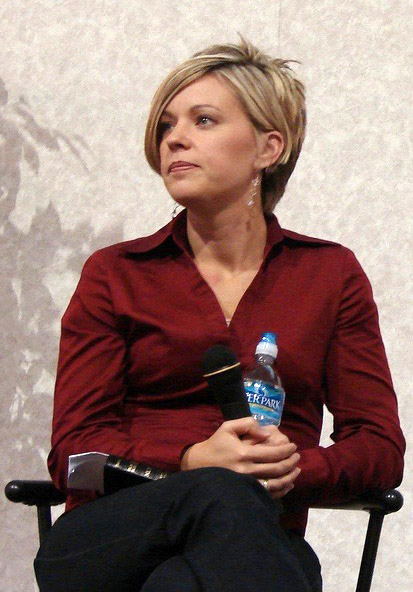
از تصاویر کیت گوسلین اغلب برای به تصویر کشیدن کارن استفاده می‌شود، از جمله مدل موی «می‌توانم-با-مدیر-صحبت-کنم».

کارن (به انگلیسی: Karen) عبارتی تحقیرآمیز در زبان انگلیسی برای زنانی است که به نظر می‌رسد فراتر از حد طبیعی مطالبه گری دارند. این اصطلاح همچنین به میم اینترنتی اشاره دارد که زنان سفیدپوستی را نشان می‌دهد که از امتیاز پوست سفید خود برای به کرسی نشاندن حرفشان استفاده می‌کنند. این تصاویر همچنین می‌توانند نشانگر «صحبت کردن با مدیر»، نژادپرستانه بودن یا استفاده از مدل موهای مخصوص باشند. این اصطلاح به دلیل جنسیت‌زدگی، سن‌گرایی، زن‌ستیزی یا تلاش برای کنترل رفتارهای زنانه مورد انتقاد قرار گرفته‌است. از سال ۲۰۲۰، این اصطلاح به‌طور فزاینده‌ای در رسانه‌ها و رسانه‌های اجتماعی به عنوان یک اصطلاح عمومی برای زنان سفیدپوست میانسال مورد استفاده قرار گرفت، به ویژه در دنیاگیری کووید ۱۹ و تظاهرات‌های جان سیاه‌پوستان مهم است. این اصطلاح همچنین به رفتار مردان هم گفته شده‌است.
گاردین سال ۲۰۲۰ را «سال کارن» نامید.

## ریشه
ریشه‌های مختلفی برای این اصطلاح عنوان شده‌است. یک نظریه این است که این واژه تحولی در اصطلاح زبانی گویش انگلیسی سیاهپوستان آمریکا است که به «زنان سفیدپوست بی منطق» اشاره دارد. این اصطلاح ممکن است از Black twitter ریشه گرفته باشد که در آنجا به عنوان یک میم اینترنتی استفاده شود که برای توصیف زنان سفیدپوستی استفاده می‌شود که «روی پایه‌های لیموناد بچه‌های سیاه حرکت می‌کنند». Bitch آن را اصطلاحی توصیف کرد که از زنان سیاه پوستان سرچشمه می‌گیرد اما مردان سفیدپوست آن را انتخاب کردند.